# Xalapa-Enríquez
Xalapa oficialment Xalapa-Enríquez o Xalapa de Enríquez (amb l'ortografia alternativa Jalapa, que es pronuncia [xaˈlapa], o khalapa), és una ciutat mexicana i capital de l'estat de Veracruz, a 400 km a l'est de la ciutat de Mèxic i a 100 km a l'oest del port de Veracruz. La ciutat de Xalapa va ser designada com a capital de l'estat de Veracruz des de la incorporació d'aquest a la federació mexicana el 1824 en lloc del port de Veracruz, per la seva localització central i la seva proximitat a altres ciutats importants com ara Puebla i Oaxaca.

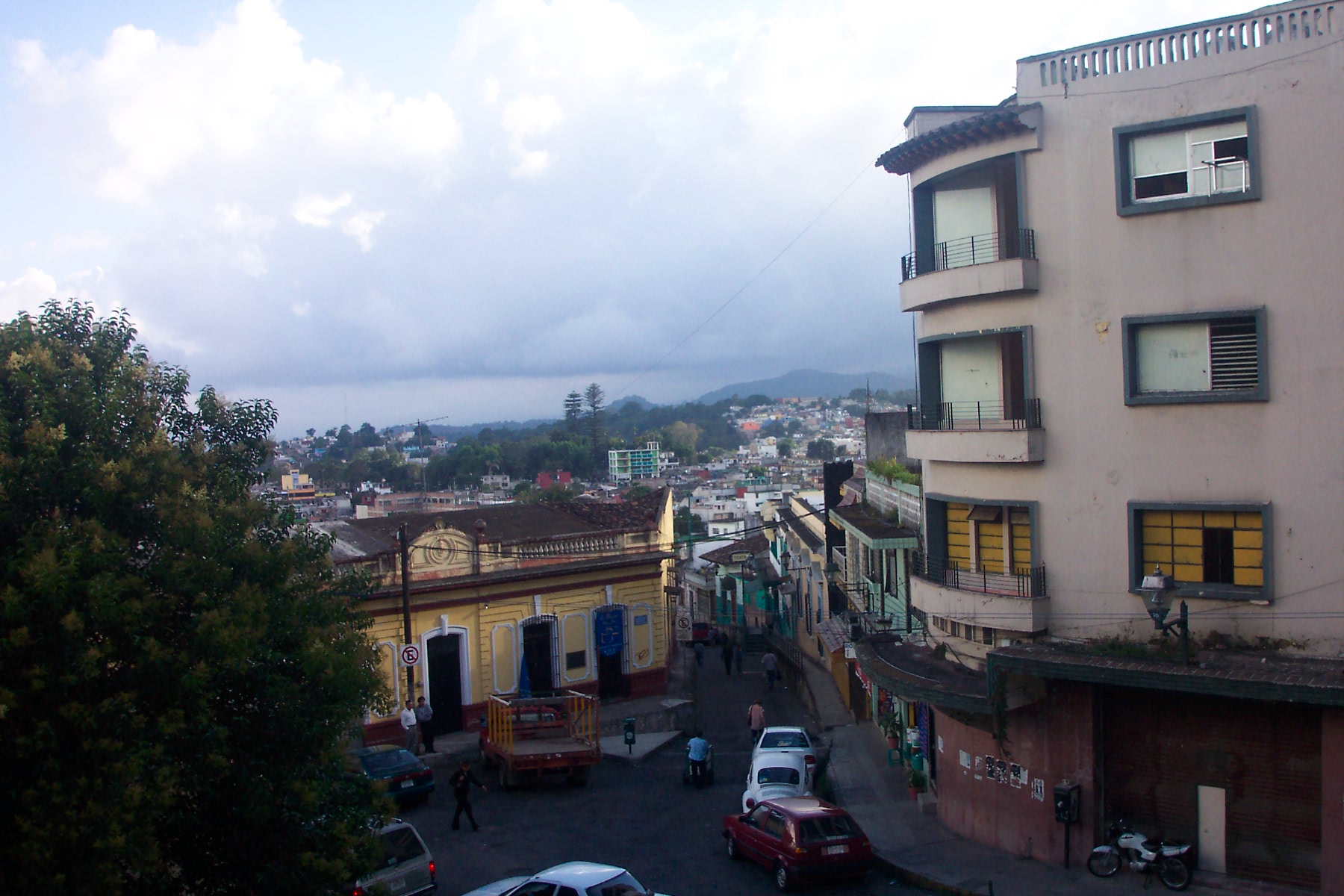
Carrers de la ciutat de Xalapa

El nom Xalapa prové del nàhuatl xallapan (xal·lapan) que significa "deus en la sorra". Els totonaques van ser el primer poble a establir-s'hi, al voltant del puig de Macuiltepetl. El nom va ser castellanitzat a Xalapa, i després del canvi de la pronunciació del castellà antic al castellà modern, es va començar a pronunciar Jalapa (amb la jota aspirada). Va rebre l'estatus de "Vila" de Carles IV el 1791.
L'economia de Xalapa es basa principalment en el sector dels serveis. És reconeguda a nivell nacional per la qualitat en l'educació musical; el Conservatori de l'Estat de Veracruz i la Universitat Veracruzana, ambdós localitzats a la ciutat, atreuen a nombrosos joves estudiants, i tenen els programes d'educació superior en música més importants del país a l'una de la ciutat de Mèxic.